# AMX 30 AuF1
AMX 30 AuF1 (Automoteur modèle F1) je francouzská samohybná houfnice postavená na podvozku tanku AMX 30. Její vývoj probíhal v 70. letech 20. století. I když je těžší než AMX-30, uchovává si AuF1 podobnou míru pohyblivosti. Během 45 sekund může vystřelit 6 nábojů.
AMX 30 AuF1 je či byla ve výzbroji armád Francie, Saúdské Arábie a Iráku. V řadách irácké armády se účastnila Irácko-íránské války v 80. letech.
K roku 2024 slouží u francouzské armády posledních 32 kusů AMX 30 AuF1, všechny ale budou vzhledem ke konci své životnosti počínaje rokem 2026 nahrazeny dodávkami Nexter CAESAR NG.
AMX 30 AuF1 byly součástí francouzského kontingentu sil IFOR během obležení Sarajeva. Pomáhaly umlčet dělostřelecké pozice bosenskosrbských sil obléhajících město.

## Galerie

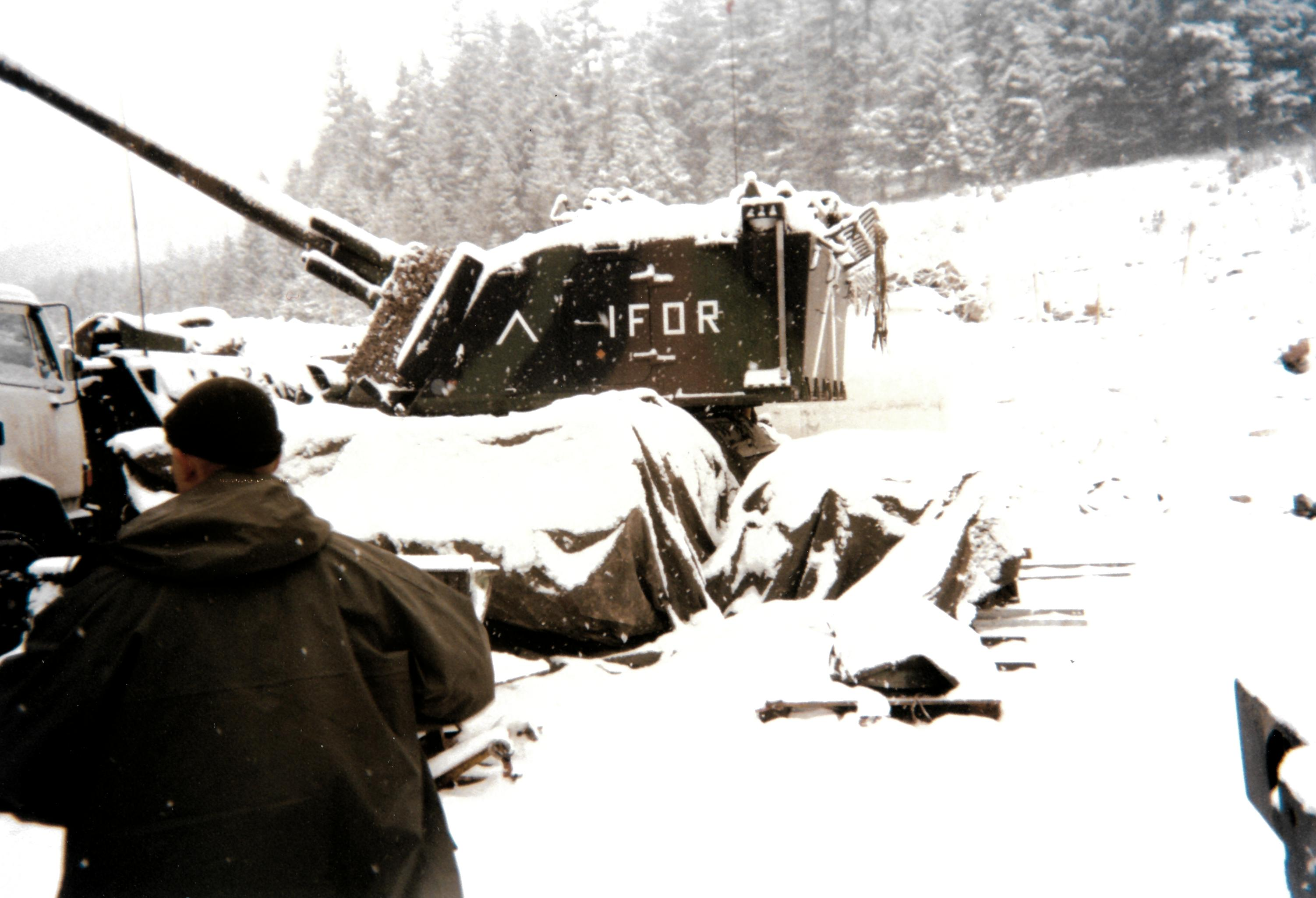
AuF1 poblíž Sarajeva
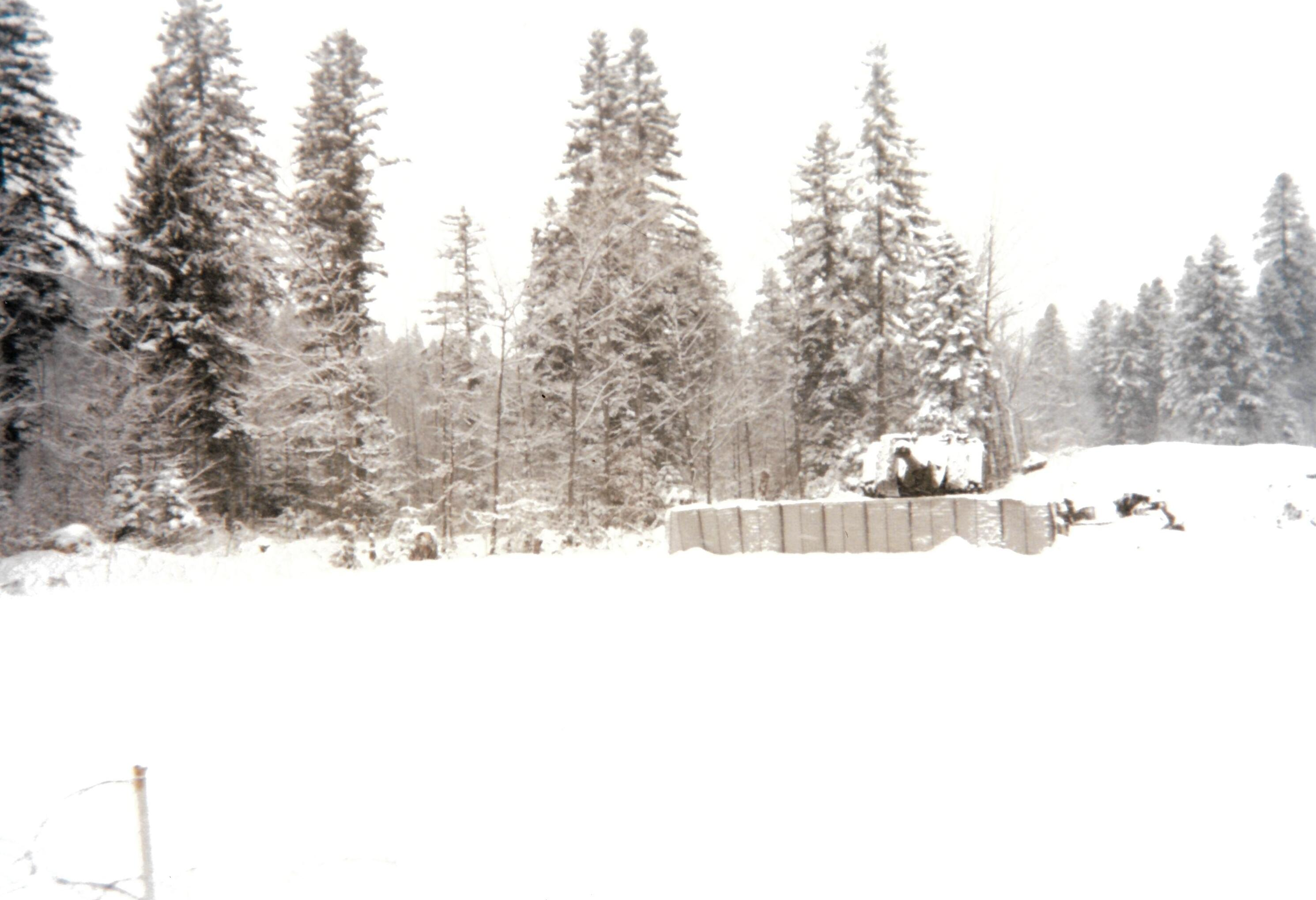
Baterie AuF1 poblíž Sarajeva s dodatečnou ochranou betonem
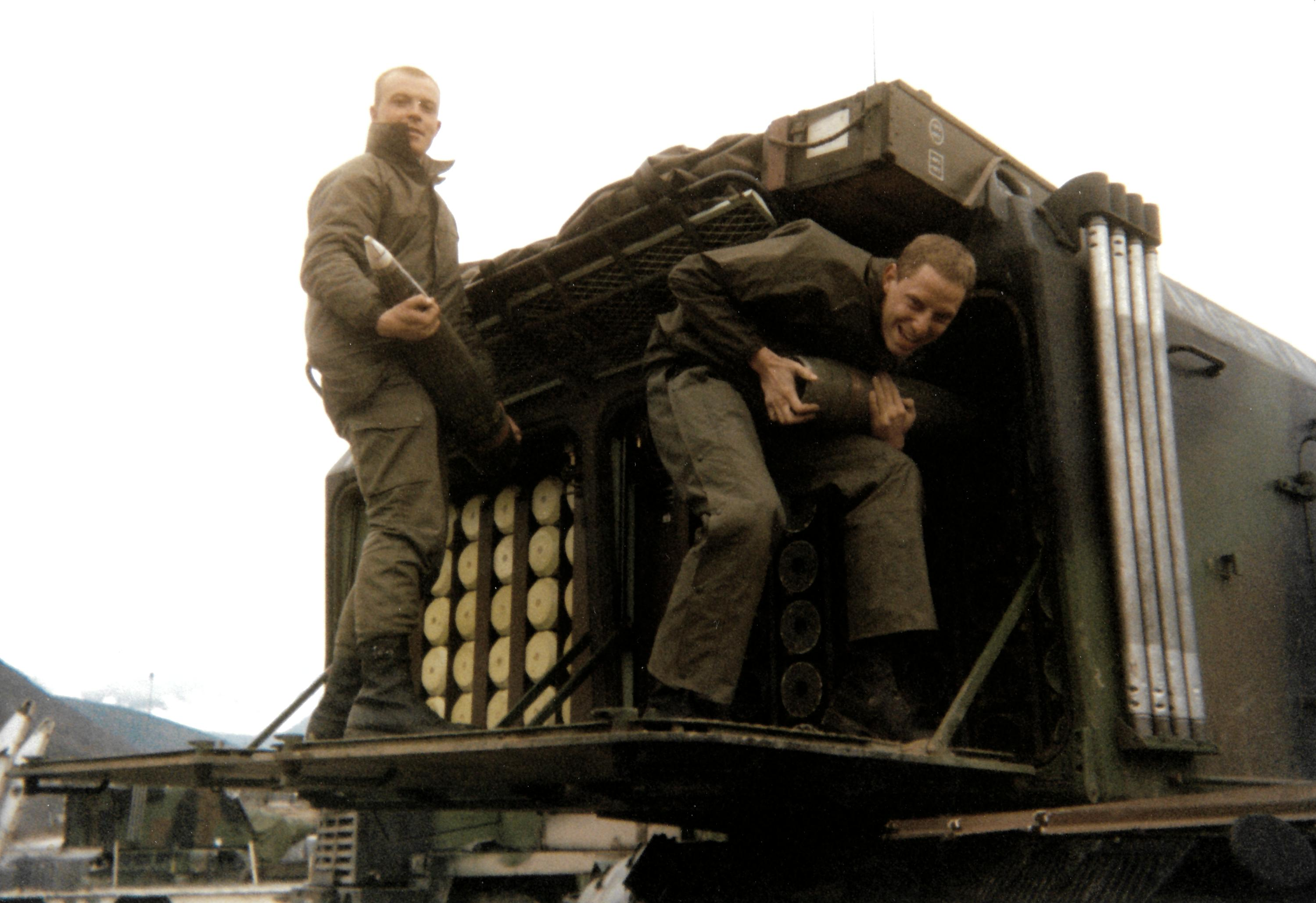
Zadní část věže
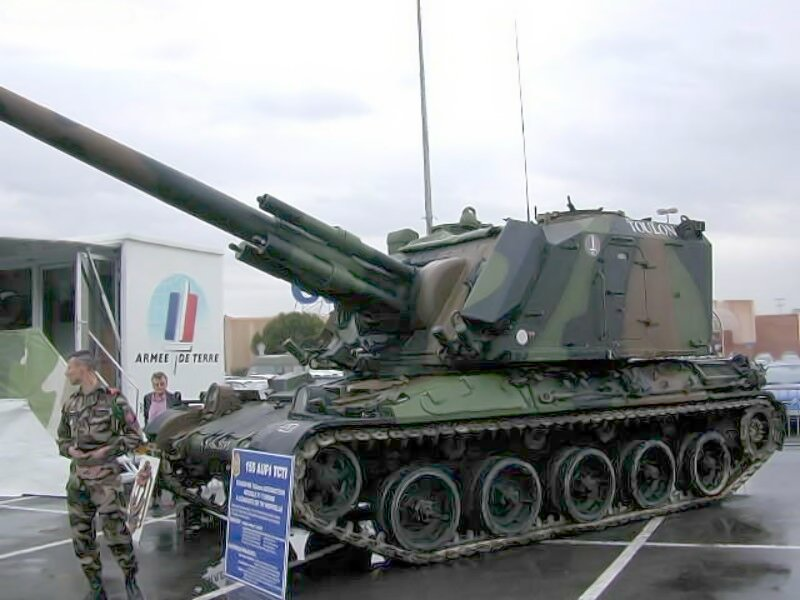
AuF1 na veletrhu